# Bistum Alto Solimões
Das Bistum Alto Solimões (lateinisch Dioecesis Solimões Superioris, portugiesisch Diocese de Alto Solimões) ist eine in Brasilien gelegene römisch-katholische Diözese mit Sitz in Tabatinga im Bundesstaat Amazonas.

## Geschichte
Papst Pius X. gründete die Apostolische Präfektur Alto Solimões mit der Apostolischen Konstitution Laeti animo am 23. Mai 1910 aus Gebietsabtretungen des Bistums Amazonas. Sie wurde am 11. August 1950 zur Territorialprälatur erhoben.
Mit der Bulle Constat praelaturam wurde es am 14. August 1991 zum Bistum erhoben, das dem Erzbistum Manaus als Suffraganbistum unterstellt wurde.

## Ordinarien

### Apostolische Präfekten von Alto Solimões
- Evangelista Galea OFMCap (6. September 1910 – 31. Januar 1938)
- Tomaz M. de Marcellano OFMCap (18. November 1938 – 1945)
- Wesceslau Nazareno Ponte de Spoleto OFMCap (8. November 1946 – 11. August 1950)

### Prälaten von Alto Solimões
- Wesceslau Nazareno Ponte de Spoleto OFMCap (11. August 1950 – 28. Juni 1952)
- Cesário Alexandre Minali OFMCap (1. März 1955 – 9. April 1958, dann Prälat von Carolina)
- Adalberto Domingos Marzi OFMCap (4. Februar 1961 – 12. September 1990)
- Evangelista Alcimar Caldas Magalhães OFMCap (12. September 1990 – 14. August 1991)

### Bischöfe von Alto Solimões
- Evangelista Alcimar Caldas Magalhães OFMCap (14. August 1991 – 20. Mai 2015)
- Adolfo Zon Pereira SX (seit 20. Mai 2015)

## Statistik
| Jahr | Bevölkerung | Bevölkerung | Bevölkerung | Priester   | Priester           | Priester         | Priester               | Ständige Diakone | Ordensleute | Ordensleute | Pfarreien |
| Jahr | Katholiken  | Einwohner   | %           | Gesamtzahl | Diözesan- priester | Ordens- priester | Katholiken je Priester | Ständige Diakone | männlich    | weiblich    | Pfarreien |
| ---- | ----------- | ----------- | ----------- | ---------- | ------------------ | ---------------- | ---------------------- | ---------------- | ----------- | ----------- | --------- |
| 1950 | 22.907      | 28.000      | 81,8        | 16         |                    | 16               | 1.431                  |                  | 16          | 11          | 3         |
| 1963 | 38.000      | 46.000      | 82,6        | 13         |                    | 13               | 2.923                  |                  |             | 12          | 5         |
| 1976 | 46.401      | 49.521      | 93,7        | 12         |                    | 12               | 3.866                  |                  | 14          | 8           | 8         |
| 1980 | 45.800      | 55.000      | 83,3        | 11         | 1                  | 10               | 4.163                  |                  | 11          | 8           | 8         |
| 1990 | 70.000      | 105.000     | 66,7        | 11         | 3                  | 8                | 6.363                  |                  | 15          | 22          | 8         |
| 2000 | 99.000      | 160.000     | 61,9        | 14         | 5                  | 9                | 7.071                  |                  | 19          | 15          | 8         |
| 2006 | 99.300      | 130.240     | 76,2        | 13         | 6                  | 7                | 7.638                  |                  | 19          | 14          | 8         |
| 2012 | 124.900     | 184.700     | 67,6        | 14         | 4                  | 10               | 8.921                  |                  | 19          | 14          | 8         |
| 2022 | 125.472     | 224.094     | 56,0        | 20         | 9                  | 11               | 6.273                  |                  | 19          | 25          | 8         |